# Sarpa (Colombia)
SARPA (Servicios Aéreos Panamericanos S.A.S) es una línea aérea colombiana con base de operaciones en el Aeropuerto Internacional José María Córdova. Con más de 40 años de servicio chárter y ambulancia, entre 2019 y 2021 se lanza como aerolínea comercial incorporando aviones Embraer 145 con una capacidad para 50 pasajeros.

## Historia
Fue fundada en 1980 en Puerto Asís en el departamento de Putumayo, por el piloto Comercial Carlos Alberto García Arango. Comenzó brindando apoyo a pequeñas ciudades y municipios, fue vendida  a los nuevos empresarios y actuales dueños. Creció hasta convertirse en un operador de helicópteros brindando apoyo a empresas de perforación en los llanos orientales colombianos, inició operaciones de ala fija en el 2004 y desde entonces ha evolucionado, para convertirse en uno de las principales aerolíneas en Colombia.
En octubre de 2021, Sarpa recibe certificación para operar rutas comerciales tanto como nacionales como internacionales, posee aeronaves Embraer 145 y su base de operaciones en el Aeropuerto Internacional José María Córdova, que presta sus servicios a la ciudad de Medellín. La aerolínea inició vuelos comerciales el 15 de diciembre de 2021 desde Medellín a Riohacha, Valledupar y Villavicencio.
En marzo de 2022, Sarpa anunció que cubrirá rutas Cali-Nueva Loja-Cali y Cali-Esmeraldas-Cali, con dos frecuencias a la semana.
El 10 de enero de 2023 se suspendieron los vuelos regulares por la finalización de la operación de las rutas comerciales.

## Flota
La flota de la aerolínea está compuesta por las siguientes aeronaves:
| Aeronaves        | En servicio | Pedidos | Matrículas                 | Notas                  |
| ---------------- | ----------- | ------- | -------------------------- | ---------------------- |
| Embraer ERJ 145  | 3           | 1       | HK-5415, HK-5329 y HK-5330 | Servicio de pasajeros  |
| BAe Jetstream 32 | 10          | —       | HK-4411, HK-4791, HK-4541  | Servicio de ambulancia |
| Learjet 35       | 1           | —       | HK-5255                    | Servicio de ambulancia |
| Total            | 14          | —       | Noviembre de 2022          | Noviembre de 2022      |

### Flota histórica
| Aeronaves                | Total | Introducido | Retirado | Matrículas        |
| ------------------------ | ----- | ----------- | -------- | ----------------- |
| BAe Jetstream 41         | 1     | 2008        | 2008     | HK-4551           |
| Douglas DC-3             | 1     | 1980        | 1982     | HK-3199           |
| Embraer EMB 120 Brasilia | 2     | 2013        | 2020     | HK-5013 y HK-4973 |

## Destinos
| País       | Ciudad           | Aeropuerto                                                 |
| ---------- | ---------------- | ---------------------------------------------------------- |
| Aruba      | Oranjestad       | Aeropuerto Internacional Reina Beatrix                     |
| Colombia   | Arauca           | Aeropuerto Santiago Pérez Quiroz                           |
| Colombia   | Barranquilla     | Aeropuerto Internacional Ernesto Cortissoz                 |
| Colombia   | Cali             | Aeropuerto Internacional Alfonso Bonilla Aragón            |
| Colombia   | Medellín         | Aeropuerto Internacional José María Córdova                |
| Colombia   | Pasto            | Aeropuerto Antonio Nariño                                  |
| Colombia   | Puerto Inírida   | Aeropuerto César Gaviria Trujillo                          |
| Colombia   | Riohacha         | Aeropuerto Almirante Padilla                               |
| Colombia   | Valledupar       | Aeropuerto Alfonso López Pumarejo                          |
| Colombia   | Villavicencio    | Aeropuerto Vanguardia                                      |
| Costa Rica | San José         | Aeropuerto Internacional Juan Santamaría (próximamente)    |
| Curazao    | Willemstad       | Aeropuerto Internacional Hato                              |
| Panamá     | Ciudad de Panamá | Aeropuerto Internacional de Tocumen                        |
| Panamá     | Bocas del Toro   | Aeropuerto Internacional José Ezequiel Hall (próximamente) |
| Panamá     | David            | Aeropuerto Internacional Enrique Malek (próximamente)      |
| Ecuador    | Nueva Loja       | Aeropuerto de Nueva Loja (próximamente)                    |
| Ecuador    | Esmeraldas       | Aeropuerto Coronel Carlos Concha Torres (próximamente)     |

## Accidentes e Incidentes
- El 7 de agosto de 2019, la aeronave Jetstream 31 con matrícula HK-4540, sufrió una excursión de pista durante el aterrizaje en el Aeropuerto José Celestino Mutis en Bahía Solano.[6]

- El 19 de agosto de 2019, la aeronave Embraer 120 con matrícula HK4973, sufrió un aterrizaje de manera anormal en el aeródromo El Refugio que sirve al municipio de La Macarena, resultando el tren principal izquierdo desplazado aproximadamente 28 metros a la izquierda con respecto al eje central de la pista, en la zona de seguridad del aeródromo, la aeronave se detuvo 700 metros más adelante del primer contacto con la pista, en las coordenadas N 2˚ 10’ 27.64”, O 73˚ 47 11.50´”, con un rumbo final 347˚.[7]